# Peter Syr
Peter Syr (* 26. August 1945 in Haag in Oberbayern) ist ein deutscher Ausstellungsmacher, Kulturmanager und Grafikdesigner.

## Leben
Nach einer Ausbildung zum Feinmechaniker und Arbeit als Flugzeugmechaniker beschäftigte er sich intensiv mit dem Medium Film. 1970 wurde er Mitbegründer des Internationalen Forums der Filmavantgarde in München. Nach verschiedenen Stationen als freier Kameraassistent und Kameramann kam er 1974 zum Filmmuseum des Münchner Stadtmuseums und wurde Assistent von Enno Patalas. Ab 1979 wurde er im Kulturreferat der Stadt München erster Mitarbeiter von Heiner Zametzer beim Aufbau der sozio-kulturellen Stadtteilarbeit (dabei Entwicklung und Organisation der Stadtteilwochen, des Singats sowie von Disco-mobil, letzteres zusammen mit Thomas Gottschalk). 1982 wurde Peter Syr im Münchner Stadtmuseum Leiter der Ausstellungsorganisation unter Christoph Stölzl. Ab 1986 war er im Kulturreferat der Stadt München verantwortlich für Konzeption, Aufbau und Leitung der Abteilung Kulturelle Ausländerarbeit.
Ab 1991 arbeitete Syr freiberuflich als Ausstellungsmacher, Kulturmanager, und Grafikdesigner. Er gestaltete in verschiedenen Städten Ausstellungen z. B. mit Arbeiten von Käthe Kollwitz, Tomi Ungerer und Michael Mathias Prechtl. Als Projekte im Rahmen des Kulturmanagements seien exemplarisch genannt: Produktion und Regie der zentralen Feier- und Gedenkveranstaltung In Frieden leben – 50 Jahre Kriegsende in München mit dem damaligen Oberbürgermeister Christian Ude als Moderator auf dem Marienplatz 1995 oder die Organisationsleitung der Silvestermeile 2000, der Veranstaltung Münchens zum Millennium für ca. 500.000 Besucher.
2005 siedelte Peter Syr zeitweise nach Schweden über und übernahm in Småland mehrere kulturelle Projekte, z. B. Konzeption, Organisation und Gestaltung der zweisprachigen Ausstellung Leben in Småland – Menschen in Kråkshult 1900 – 1930. Seit 2009 arbeitet Syr am Entwurf einer Neukonzeption der Ausstellungen im Stadtmuseum Bad Tölz. Nach dem Stadtratsbeschluss zur Neugestaltung des Stadtmuseums in Tölz (67 Raumeinheiten) begann Syr mit ehrenamtlichen Mitarbeitern 2010 mit der Umsetzung. Im Mai 2011 wurde der erste Bauabschnitt der Neugestaltung feierlich eröffnet; die Arbeiten werden in den nächsten Jahren fortgesetzt.

## Ausstellungen (Auswahl)
Münchner Stadtmuseum
Gottfried Helnwein (1983), Die Isar – ein Lebenslauf (1983), Die letzte Reise  – Sterben, Tod und Trauersitten in Oberbayern (1984), Federico Fellinis Zeichnungen (1984), Trümmerzeit – München 1945 (1984), Das Oktoberfest – 175 Jahre bayerischer Nationalrausch (1985), Das Aktfoto (1985), Topor, Tod und Teufel 1985, Tomi Ungerer – Bilder vom Krieg (1985) – insgesamt ca. 90 Ausstellungen.
Kulturreferat der Stadt München
Exil Türkei (1988), Das Recht fremd zu sein (1989).
freiberuflich
Münchner AFI-Projekte (Brüssel); Käthe Kollwitz, Tomi Ungerer – Kinderbücher, Michael Mathias Prechtl, Konzept, Gestaltung und Ausführung der Mobilen Galerie der Stadt München; Ausstellung des Kulturreferates zur Eröffnung der Neuen Messe in München; großformatige Ausstellung im Münchner Hauptbahnhof Für 50 Mark einen Italiener – Geschichte der Gastarbeiter in München; Ausstellungskonzepte mit Jugendlichen für das Bayerische Seminar für Politik zusammen mit Wunibald Heigl: Total rechts – Geschichten von Verführung, Bauernfängern, Verbrechern, der Dummheit und was man dagegen tun kann; sgraffiti – 12 Plakate gegen Rechts; Bühnenbild und Inszenierung der M-Klassen-Präsentation für Mercedes-Benz – München, Bühnenbild zu Zauberflöte (Opernfestspiele Heidenheim) zusammen mit Irina Schicketanz. Viele weitere Projekte im Bereich Grafikdesign, Ausstellungen und Bühnenbild.
Leben in Småland – Menschen in Kråkshult 1900 – 1930 (Schweden 2007) und Der Michel, die Streiche und wir (Schweden 2008);

## Kulturmanagement (Auswahl)
Planung und Organisation von Kultur- und Sonderveranstaltung, hauptsächlich in München:.
- Feier- und Gedenkveranstaltung In Frieden leben – 50 Jahre Kriegsende in München
- Gedenkveranstaltung und Ausstellung 60 Jahre Novemberpogrome, 1998
- 100. Geburtstag von Carl Orff
- AnderART – Ausländerkulturfeste 1996–2000, 2002[3].
- Ja zum Jüdischen Zentrum – Nein zu Rechtsextremismus und Gewalt

## Veröffentlichungen
- Fritz Lang. Mit Beiträgen von Frieda Grafe, Enno Patalas und Hans Helmut Prinzler sowie Fotos von Peter Syr. Hanser, München 1976.
- als Hrsg. mit Michael Schulte: Karl Valentins Filme. Alle 29 Filme, 12 Fragmente. 342 Bilder, Texte, Filmografie. Mit einem Beitrag von Herbert Achternbusch. Piper, München 1978, und dtv, 1982.
- Fotos in: Hans-Joachim Schlegel (Hrsg.): Sergej M. Eisenstein: Oktober. Hanser, München 1975.

## Auszeichnungen
- tz-Rose der tz München für Organisation Schmalfilmtag (1976)
- tz-Rose der tz München für Filmrekonstruktionen Nibelungen, Metropolis (1977)
- AZ-Stern der Abendzeitung München für die Ausstellung Trümmerzeit  (1984)
- Menschen des Jahres der Smålands Tidning (Schweden) für  Ausstellungen, Feste und Kommunale Entwicklung (2008)